# Lubianka (województwo zachodniopomorskie)
Lubianka (niem. Neu Libbehne) – osada sołecka w Polsce położona w województwie zachodniopomorskim, w powiecie choszczeńskim, w gminie Pełczyce. W latach 1975–1998 miejscowość administracyjnie należała do województwa gorzowskiego. W roku 2007 osada liczyła 173 mieszkańców. 

## Geografia
Osada leży ok. 12 km na północny wschód od Pełczyc.

## Historia
Do lipca 1741 r. Lubianka i pobliska Lubiana stanowiły całość, później podzielono majątek wzdłuż potoku, wpadającego do Małej Iny. Lubianka przypadła w udziale Piotrowi Walentemu von Koethen. W 1766 r. i 1810 r. wieś spłonęła w pożarze. W 1811 r. majątek odbudowano w nowym miejscu. W 1906 r. jako majątek niezależny została nabyta przez stargardzkiego kupca. W tym okresie wzniesiono nowy dwór. Po II wojnie światowej w majątku działało Państwowe Przedsiębiorstwo Rolne, od 1957 r. w ramach Państwowego Ośrodka Hodowli Zarodowej w Lubianie.